# Tandrang (Lamjung)
Tandrang (nepalski: तान्द्राङ) – gaun wikas samiti w zachodniej części Nepalu w strefie Gandaki w dystrykcie Lamjung. Według nepalskiego spisu powszechnego z 2001 roku liczył on 536 gospodarstw domowych i 2720 mieszkańców (1496 kobiet i 1224 mężczyzn).